# خمس عشري الأضلاع
| خماسي عشري منتظم    | خماسي عشري منتظم                            |
| ------------------- | ------------------------------------------- |
| خماسي عشري منتظم    |                                             |
| أضلاع ورؤوس         | 15                                          |
| رمز شليفلي          | {15}                                        |
| مخطط كوكستير-دينكين |                                             |
| مجموعة التناظر      | تناظر ثنائي السطوح (D15)                    |
| زاوية داخلية (درجة) | 156°                                        |
| خصائص               | محدب، مضلع دائري، منتظم، رأسي، متعدي الحافة |

في الهندسة الرياضية، الخَمْسَ عَشْرِي هو مضلع له 15 ضلع و 15 زاوية.

## خماسي عشري منتظم
- في الخمس عشري المنتظم قياس الزاوية الداخلية يساوي 156°.
- مساحة خمس عشري منتظم له طول ضلع a تعطى بالعلاقة:

{\displaystyle {\begin{aligned}A&={\frac {15}{4}}a^{2}\cot {\frac {\pi }{15}}\\&={\frac {15a^{2}}{8}}\left({\sqrt {3}}+{\sqrt {15}}+{\sqrt {2}}{\sqrt {5+{\sqrt {5}}}}\right)\\&\simeq 17.6424\,a^{2}.\end{aligned}}}

إنشاء الخماسي عشري المنتظم باستخدام الفرجار والمسطرة.

- من الممكن إنشاء الخمس عشري المنتظم باستخدام إنشاءات الفرجار والمسطرة، حيث تأخذ العملية 36 خطوة.